# CHANGE (清木場俊介のアルバム)
『CHANGE』（チェンジ）は、清木場俊介の通算11作目のスタジオ・アルバム。2019年10月23日にUTAIYA RECORDS UNITEDより発売された。

## 概要
前作『REBORN』より2年7か月ぶり且つ、自主レーベル「UTAIYA RECORDS UNITED」から発売された初のスタジオ・アルバム。
配信限定でリリースされた「東京」と「ELEGY」のほか、ライブで披露された楽曲を含む全12曲が収録された。オフィシャルファングラブ「清木場組」会員限定盤には、ライブ映像などが収録されたDVDが付属。

## 収録曲
| 全作詞: 清木場俊介。 |                         |            |                         |      |
| #                    | タイトル                | 作詞       | 作曲                    | 時間 |
| 1.                   | 「JIM ROCK」            | 清木場俊介 | 清木場俊介 西広ショータ | 3:12 |
| 2.                   | 「昨日の君へ」          | 清木場俊介 | 清木場俊介              | 4:31 |
| 3.                   | 「静寂の闇」            | 清木場俊介 | 西広ショータ            | 4:06 |
| 4.                   | 「I love you」          | 清木場俊介 | 清木場俊介              | 4:45 |
| 5.                   | 「虹色の朝」            | 清木場俊介 | 清木場俊介              | 4:27 |
| 6.                   | 「君の全て」            | 清木場俊介 | 西広ショータ            | 2:53 |
| 7.                   | 「ELEGY」               | 清木場俊介 | 清木場俊介              | 4:59 |
| 8.                   | 「走り続けて」          | 清木場俊介 | 清木場俊介              | 3:59 |
| 9.                   | 「削りゆく命」          | 清木場俊介 | 西広ショータ            | 4:51 |
| 10.                  | 「初冬 〜記憶の欠片〜」 | 清木場俊介 | 西広ショータ            | 4:05 |
| 11.                  | 「生きてこそ」          | 清木場俊介 | 清木場俊介              | 4:34 |
| 12.                  | 「東京」                | 清木場俊介 | 清木場俊介              | 6:10 |
| 合計時間:            | 合計時間:               | 合計時間:  | 52:32                   |      |

| #  | タイトル                                         | 作詞 | 作曲・編曲 |
| -- | ------------------------------------------------ | ---- | ---------- |
| 1. | 「清木場俊介×UVERworld 2018.10.7 at Zepp Tokyo」 |      |            |
| 2. | 「GRAZY JET」(Live Music Video)                  |      |            |
| 3. | 「CHANGE」(Making Movie)                         |      |            |

## 曲の解説
1. JIM ROCK
2. 昨日の君へ
仮タイトルは「シズちゃん」で、離職時に悩んでいた元マネージャーを題材とした楽曲[6]。
3. 静寂の闇
アルバム発売前からライブで演奏されていたが、本作に収録されたものと歌詞が異なっている[6]。
4. I love you
5. 虹色の朝
清木場が初めてレゲエに挑戦した楽曲[4]。清木場は「昔からレゲエがすごく好きで、やっとレゲエの曲が書けた。作ったときに自分で歌うのは想像できなかったけど、割とすんなりハマった」と語っている[4]。
6. 君の全て
7. ELEGY
配信限定シングル。
8. 走り続けて
清木場が「自分自身への応援歌」として書いた楽曲で、「ほぼ情景を歌詞にした。旅をしている自分をイメージして書いた」と語っている[7]。
9. 削りゆく命
10. 初冬 〜記憶の欠片〜
清木場の祖母が死去したときに書いた楽曲[6]。
11. 生きてこそ
「生きてやれ 生きてやれ」というフレーズについて、「『生きなくちゃ』と言い聞かせているというよりは、どちらかと言えば死にたかった時期だったり、そんな自分と対峙したときに『それでも生きなくちゃダメだ』という想いを込めて残した」と語っている[8]。
12. 東京
配信限定シングル。